# Kirikumäe
Kirikumäe – wieś w Estonii, w prowincji Võru, w gminie Vastseliina. We wsi znajduje się jezioro Kirikumäe.